# Второй дивизион чемпионата мира по хоккею с шайбой среди юниорских команд
Второй дивизион чемпионата мира по хоккею с шайбой среди юниорских команд - ежегодное соревнование, проводимое под эгидой под эгидой ИИХФ с 1999 года.

## История турнира
Второй дивизион чемпионата мира по хоккею с шайбой среди юниорских команд стал преемником группы С чемпионата Европы  среди юниорских команд  и двух турниров Первого дивизиона чемпионата Европы среди юниоров - Первого дивизиона чемпионата Европы 1999 года и Первого дивизиона чемпионата Европы 2000 года. В первом чемпионате второго дивизиона, который состоялся в Литве, участвовали юниорские сборные Польши, Франции, Эстонии, Словении, Венгрии, Великобритании, Литвы и Хорватии. 
Первым победителем турнира стала сборная Словении.

## Регламент турнира
В 2003 году дивизион был разбит на две группы: Группу А и Группу В, в каждой из которых играло 6 команд.
Победители групп переходили в первый дивизион, а занявшие последние места переходили в Третий дивизион.
В 2012 году порядок переходов был изменён. В Группе А победитель переходил в группу В Первого дивизиона, а команда, занявшая последнее место в Группу В Второго дивизиона.
В Группе В победитель переходил в группу А Второго дивизиона, а команда, занявшая последнее место в Группу А третьего дивизиона.

## Результаты Второго дивизиона

### 1999 - 2000
| Год  | Вышли в группу В Чемпионата мира 2000 | Перешли во второй дивизион Чемпионата Европы 2000 | Перешли во второй дивизион Чемпионата Европы 2000 |
| ---- | ------------------------------------- | ------------------------------------------------- | ------------------------------------------------- |
| 1999 | Латвия                                | Хорватия                                          | Югославия                                         |
| 2000 | Казахстан                             | Румыния                                           | Испания                                           |

### 2001
| Год  | Вышли в первый дивизион | Выбыли в третий дивизион | Пришли из третьего дивизиона | Пришли из третьего дивизиона |
| ---- | ----------------------- | ------------------------ | ---------------------------- | ---------------------------- |
| 2001 | Словения                | Литва                    | Румыния                      | Нидерланды                   |

### 2002
| Год  | Вышли в первый дивизион | Вышли в первый дивизион | Вышли в первый дивизион | Пришли из третьего дивизиона | Пришли из третьего дивизиона | Пришли из третьего дивизиона | Пришли из третьего дивизиона | Пришли из третьего дивизиона | Пришли из третьего дивизиона | Пришли из третьего дивизиона |
| ---- | ----------------------- | ----------------------- | ----------------------- | ---------------------------- | ---------------------------- | ---------------------------- | ---------------------------- | ---------------------------- | ---------------------------- | ---------------------------- |
| 2002 | Франция                 | Великобритания          | Польша                  | Республика Корея             | ЮАР                          | Литва                        | Югославия                    | Испания                      | Бельгия                      | Болгария                     |

### 2003-2011
| Год  | Вышли в первый дивизион | Вышли в первый дивизион | Перешли в третий дивизион | Перешли в третий дивизион |
| ---- | ----------------------- | ----------------------- | ------------------------- | ------------------------- |
| 2003 | Республика Корея        | Румыния                 | Болгария                  | ЮАР                       |
| 2004 | Украина                 | Великобритания          | Бельгия                   | Австралия                 |
| 2005 | Республика Корея        | Венгрия                 | ЮАР                       | Румыния                   |
| 2006 | Италия                  | Великобритания          | Испания                   | Исландия                  |
| 2007 | Нидерланды              | Литва                   | Мексика                   | Сербия                    |
| 2008 | Франция                 | Венгрия                 | Австралия                 | Израиль                   |
| 2009 | Республика Корея        | Великобритания          | Мексика                   | Китай                     |
| 2010 | Италия                  | Словения                | Исландия                  | Австралия                 |
| 2011 | Австрия                 | Украина                 | Новая Зеландия            | Бельгия                   |

### 2012–н.в.
| Год  | Перешли в группу В первого дивизиона                           | Выбыли в гр. В второго дивизиона                               | Перешли в группу А второго дивизиона                           | Вылетели в гр. А третьего дивизиона                            |
| ---- | -------------------------------------------------------------- | -------------------------------------------------------------- | -------------------------------------------------------------- | -------------------------------------------------------------- |
| 2012 | Республика Корея                                               | Нидерланды                                                     | Эстония                                                        | Китай                                                          |
| 2013 | Венгрия                                                        | Эстония                                                        | Нидерланды                                                     | Австралия                                                      |
| 2014 | Литва                                                          | Румыния                                                        | Эстония                                                        | Исландия                                                       |
| 2015 | Республика Корея                                               | Эстония                                                        | Румыния                                                        | Австралия                                                      |
| 2016 | Польша                                                         | Нидерланды                                                     | Эстония                                                        | Китай                                                          |
| 2017 | Румыния                                                        | Хорватия                                                       | Австралия                                                      | Бельгия                                                        |
| 2018 | Великобритания                                                 | Австралия                                                      | Испания                                                        | Исландия                                                       |
| 2019 | Польша                                                         | Испания                                                        | Сербия                                                         | Бельгия                                                        |
| 2020 | Отменен из-за распространения коронавирусной инфекции COVID-19 | Отменен из-за распространения коронавирусной инфекции COVID-19 | Отменен из-за распространения коронавирусной инфекции COVID-19 | Отменен из-за распространения коронавирусной инфекции COVID-19 |
| 2021 | Отменен из-за распространения коронавирусной инфекции COVID-19 | Отменен из-за распространения коронавирусной инфекции COVID-19 | Отменен из-за распространения коронавирусной инфекции COVID-19 | Отменен из-за распространения коронавирусной инфекции COVID-19 |
| 2022 | Республика Корея                                               | Сербия                                                         | Хорватия                                                       | Болгария                                                       |
| 2023 | Литва                                                          | Испания                                                        | Нидерланды                                                     | Бельгия                                                        |
| 2024 | Польша                                                         | Сербия                                                         | Китай                                                          | Израиль                                                        |
| 2025 | Италия                                                         | Нидерланды                                                     | Испания                                                        | Болгария                                                       |